# Unicodeblock Kyrillisch, erweitert-A

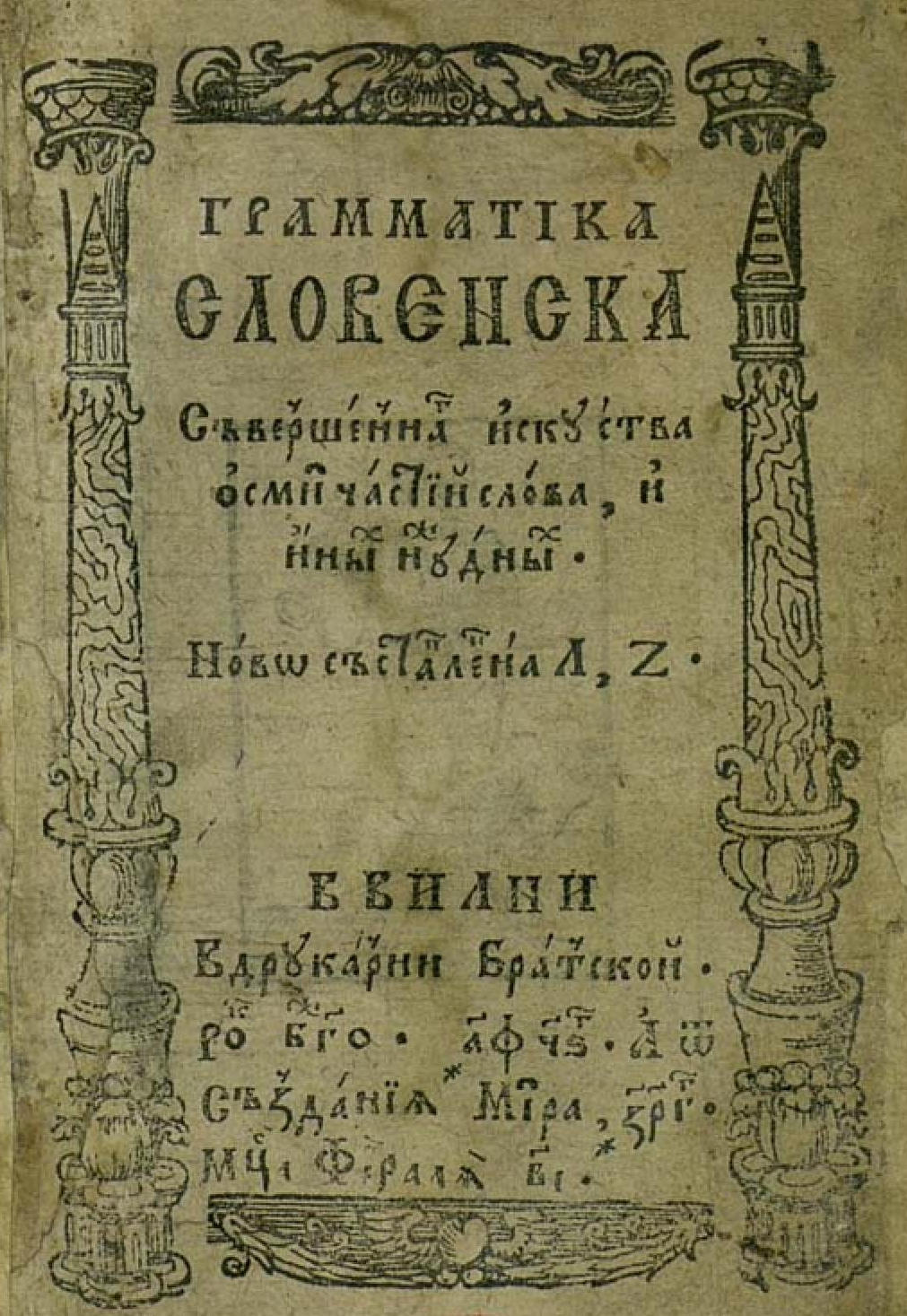
Titelblatt der kirchenslawischen Grammatik von L. Sysani von 1596

Der Unicodeblock Kyrillisch, erweitert-A (Cyrillic Extended-A, 2DE0 bis 2DFF) enthält sogenannte kombinierende Buchstaben für alte kyrillische Texte, die über ein vorher eingegebenes Zeichen gesetzt werden. Dies sind fast ausschließlich Konsonantenbuchstaben, durch deren Superskription man früher die Schreibung eines Vokalbuchstabens (meist ъ oder ь) einsparte. So findet man in der rechts abgebildeten Handschrift etwa in der 3. Zeile „Съвершеннаг“ („Съвершеннаⷢ“) für „Съвершеннаго“, in der 5. Zeile „иных“ („иныⷯ“) für „иныхъ“ oder in der 6. Zeile „съставленна“ („състаⷡлеⷩна“) für „съставленна“.

## Tabelle
Alle Zeichen haben die allgemeine Kategorie und bidirektionale Klasse "Markierung ohne Extrabreite".
| Unicodenummer  | Zeichen (400 %) | Offizielle Bezeichnung                     | Beschreibung                                                  |
| -------------- | --------------- | ------------------------------------------ | ------------------------------------------------------------- |
| U+2DE0 (11744) | ◌ⷠ               | COMBINING CYRILLIC LETTER BE               | Kombinierender kyrillischer Buchstabe Be (B)                  |
| U+2DE1 (11745) | ◌ⷡ               | COMBINING CYRILLIC LETTER VE               | Kombinierender kyrillischer Buchstabe We (V)                  |
| U+2DE2 (11746) | ◌ⷢ               | COMBINING CYRILLIC LETTER GHE              | Kombinierender kyrillischer Buchstabe Ge (G)                  |
| U+2DE3 (11747) | ◌ⷣ               | COMBINING CYRILLIC LETTER DE               | Kombinierender kyrillischer Buchstabe De (D)                  |
| U+2DE4 (11748) | ◌ⷤ               | COMBINING CYRILLIC LETTER ZHE              | Kombinierender kyrillischer Buchstabe Sche (Ž)                |
| U+2DE5 (11749) | ◌ⷥ               | COMBINING CYRILLIC LETTER ZE               | Kombinierender kyrillischer Buchstabe Se (Z)                  |
| U+2DE6 (11750) | ◌ⷦ               | COMBINING CYRILLIC LETTER KA               | Kombinierender kyrillischer Buchstabe Ka (K)                  |
| U+2DE7 (11751) | ◌ⷧ               | COMBINING CYRILLIC LETTER EL               | Kombinierender kyrillischer Buchstabe El (L)                  |
| U+2DE8 (11752) | ◌ⷨ               | COMBINING CYRILLIC LETTER EM               | Kombinierender kyrillischer Buchstabe Em (M)                  |
| U+2DE9 (11753) | ◌ⷩ               | COMBINING CYRILLIC LETTER EN               | Kombinierender kyrillischer Buchstabe En (N)                  |
| U+2DEA (11754) | ◌ⷪ               | COMBINING CYRILLIC LETTER O                | Kombinierender kyrillischer Buchstabe O                       |
| U+2DEB (11755) | ◌ⷫ               | COMBINING CYRILLIC LETTER PE               | Kombinierender kyrillischer Buchstabe Pe (P)                  |
| U+2DEC (11756) | ◌ⷬ               | COMBINING CYRILLIC LETTER ER               | Kombinierender kyrillischer Buchstabe Er (R)                  |
| U+2DED (11757) | ◌ⷭ               | COMBINING CYRILLIC LETTER ES               | Kombinierender kyrillischer Buchstabe Es (S)                  |
| U+2DEE (11758) | ◌ⷮ               | COMBINING CYRILLIC LETTER TE               | Kombinierender kyrillischer Buchstabe Te (T)                  |
| U+2DEF (11759) | ◌ⷯ               | COMBINING CYRILLIC LETTER HA               | Kombinierender kyrillischer Buchstabe Cha (Ch)                |
| U+2DF0 (11760) | ◌ⷰ               | COMBINING CYRILLIC LETTER TSE              | Kombinierender kyrillischer Buchstabe Ze (C)                  |
| U+2DF1 (11761) | ◌ⷱ               | COMBINING CYRILLIC LETTER CHE              | Kombinierender kyrillischer Buchstabe Tsche (C)               |
| U+2DF2 (11762) | ◌ⷲ               | COMBINING CYRILLIC LETTER SHA              | Kombinierender kyrillischer Buchstabe Scha (Š)                |
| U+2DF3 (11763) | ◌ⷳ               | COMBINING CYRILLIC LETTER SHCHA            | Kombinierender kyrillischer Buchstabe Schtscha (Šc)           |
| U+2DF4 (11764) | ◌ⷴ               | COMBINING CYRILLIC LETTER FITA             | Kombinierender kyrillischer Buchstabe Fita                    |
| U+2DF5 (11765) | ◌ⷵ               | COMBINING CYRILLIC LETTER ES-TE            | Kombinierender kyrillischer Buchstabe Es-Te (St)              |
| U+2DF6 (11766) | ◌ⷶ               | COMBINING CYRILLIC LETTER A                | Kombinierender kyrillischer Buchstabe A                       |
| U+2DF7 (11767) | ◌ⷷ               | COMBINING CYRILLIC LETTER IE               | Kombinierender kyrillischer Buchstabe Je (E)                  |
| U+2DF8 (11768) | ◌ⷸ               | COMBINING CYRILLIC LETTER DJERV            | Kombinierender kyrillischer Buchstabe Djerv                   |
| U+2DF9 (11769) | ◌ⷹ               | COMBINING CYRILLIC LETTER MONOGRAPH UK     | Kombinierender kyrillischer Buchstabe monographisches Uk      |
| U+2DFA (11770) | ◌ⷺ               | COMBINING CYRILLIC LETTER YAT              | Kombinierender kyrillischer Buchstabe Jat                     |
| U+2DFB (11771) | ◌ⷻ               | COMBINING CYRILLIC LETTER YU               | Kombinierender kyrillischer Buchstabe Ju                      |
| U+2DFC (11772) | ◌ⷼ               | COMBINING CYRILLIC LETTER IOTIFIED A       | Kombinierender kyrillischer Buchstabe präjotiertes A          |
| U+2DFD (11773) | ◌ⷽ               | COMBINING CYRILLIC LETTER LITTLE YUS       | Kombinierender kyrillischer Buchstabe kleines Jus             |
| U+2DFE (11774) | ◌ⷾ               | COMBINING CYRILLIC LETTER BIG YUS          | Kombinierender kyrillischer Buchstabe großes Jus              |
| U+2DFF (11775) | ◌ⷿ               | COMBINING CYRILLIC LETTER IOTIFIED BIG YUS | Kombinierender kyrillischer Buchstabe präjotiertes großes Jus |